# Federico Ceccherini
Federico Ceccherini, född 11 maj 1992 i Livorno, är en italiensk fotbollsspelare som spelar för Cremonese.

## Karriär
Ceccherini började spela fotboll i Sorgenti Labrone i Livorno i samma lag och åldersgrupp som Francesco Bardi och Simone Dell'Agnello. Han kom, precis som lagkamraterna, redan som elvaåring till AS Livorno Calcio, det största laget i hemstaden. Han spelade med samtliga klubbens ungdomslag inklusive två år i primaveralaget. Ceccherini lånades därefter ut till Pistoiese i Serie D, där han spelade ordinarie hela säsongen.
2012/2013 tog han plats i Livornos a-lag. Han gjorde sitt första mål för klubben som inhoppare mot Cesena 26 oktober 2012. Målet var matchens enda.
Efter att Livorno åkte ur Serie B 2016, lovades Ceccherini övergång till ett Serie A-lag. Valet föll på nyuppflyttade Crotone, där han skrev ett treårskontrakt. Övergången offentliggjordes den 6 juli.
Den 30 augusti 2024 värvades Ceccherini av Serie B-klubben Cremonese, där han skrev på ett tvåårskontrakt.

## Spelstil
Federico Ceccherini spelar normalt som mittback, men kan även spela som högerback. Under ungdomstiden spelade han även mittfältare .